# 갚아야 산다
《갚아야 산다》(喜卷常乐城)는 2024년 방송되었던 중국의 드라마이다.

## 줄거리
- 아버지를 찾으러 창러성에 간 시골 소녀 사전가는 창러 재벌 이천지의 외동딸이 되었지만, 그녀가 물려받은 것이 천만이 넘는 빚일 줄은 몰랐다. 미처 충격에서 벗어나기도 전에 빚을 독촉하러 온 귀공자 상관고천, 서생 범충거, 소협 유랑 등 빚쟁이들과 같이 합숙하게 되었다. 그들은 창러성에서 사업을 크게 성공할 포부를 안고 꿈을 향한 요란하면서도 치열한 질주를 시작한다. 각지에서 온 방문객들을 응대하면서 불안하지만 나름 행복한 삶을 살아가는데...

## 등장 인물
- 마톈위 - 상관고천 역
- 부관진 - 사전가 역
- 종준도 (宗俊涛) - 곽동이 역
- 장일탁 (张一铎) - 유랑 역
- 성과 (Loyce) - 가옥배 역
- 이윤유 (李胤维) - 범중거 역
- 임자혜 (任梓慧) - 임서 역
- 미열 (米热) - 양소 역
- 고효반 (高晓攀) - 채풍관 역
- 동뢰 (佟磊) - 오우 역
- 추나려사 (锤娜丽莎) - 당여월 역
- 이개형 (Eleanor) - 조양양 역
- 류사유 (刘思维) - 양공자 역
- 장소완 (Vivian) - 류고낭 역
- 호우헌 (胡宇轩) - 오어 역
- 부박함 (傅铂涵) - 곽악천 역
- 왕린 (Lilian) - 상관마님 역
- 범명 (范明) - 이천지 역
- 반빈룡 (潘斌龙) - 당망 역